# Gorița, Varna
Gorița (în bulgară Горица) este un sat în comuna Beala, regiunea Varna,  Bulgaria. 

## Demografie
Componența etnică a satului Gorița
     Bulgari (96,38%)
     Nicio identificare (3,61%)
     Altele (0%)
La recensământul din 2011, populația satului Gorița era de 83 locuitori. Din punct de vedere etnic, majoritatea locuitorilor (96,38%) erau bulgari. Pentru 3,61% din locuitori nu este cunoscută apartenența etnică.